# رایان بادر
رایان بادر (انگلیسی: Ryan Bader؛ زادهٔ ۷ ژوئن ۱۹۸۳) کشتی‌گیر، جوجوتسوکار، ورزشکار هنرهای رزمی ترکیبی و بوکسور اهل ایالات متحده آمریکا است. وی از سال ۲۰۰۷ میلادی تاکنون مشغول فعالیت بوده‌است.